# IC 5381
IC 5381 — галактика типу Sab (компактна витягнута галактика) у сузір'ї Пегас.
Цей об'єкт міститься в оригінальній редакції індексного каталогу.